# 同志酒吧
同志酒吧/同志夜店或稱基吧、gay吧等，是專門或主要迎合同性戀者、雙性戀者和跨性別者（LGBT群體）顧客的酒吧或夜店；同志一詞在此被用作LGBT群體的廣泛包容統稱。
同志酒吧曾經是同性戀文化的中心，也是少數幾個具有同性取向和性別變異身份的人可以公開社交的地方之一。用於描述這些場所的其他名稱包括男孩酒吧、女孩酒吧、同性戀俱樂部、同性戀酒吧、酷兒酒吧、女同性戀酒吧、變裝酒吧等，具體取決於他們所服務的利基社群。
隨著互聯網的出現和同志人權提升，同性戀酒吧在歐美的 LGBT 社區中的重要性逐漸下降。在此同時，也有更多異性戀因喜歡同志酒吧和平開放的氣氛而前往。在沒有同志酒吧的地區，某些場所可能會舉辦同志之夜。

## 歷史

### 台灣
同志酒吧文化最早於1960年代，由駐紮美軍帶進台灣。
到了1970年代，台北出現第一家男同志酒吧「Take」。在此同時女同志們常於美軍酒吧與男同志酒吧活動，直到1985年也出現第一家女同志酒吧「忘憂谷」。
80年代中期以後，Gay吧與T吧如雨後春筍般開設，除了台北也開始出現在台中與高雄，型式也從單純的喝酒聊天變得多元化。如90年代的Funky就將營業時間區分為歡唱時段與跳舞時段。
2000年初，台灣同志人權顯著提升，同志的夜生活娛樂場景從由同志開設、只有同志客的場景跨出，有某些非同志專屬的夜店因聚集大量同志而後被視為同志夜店。代表性的店家是TeXound與2F。
2007年起，同志酒吧開始移入當年經營不佳的西門紅樓。靠著同志客群，此地逐漸匯聚大量人氣，成為台灣第一個公開的同志商業區。如今西門紅樓酒吧街是各國同志來台必訪的景點。
另在接近的時間，同志酒吧也曾在台北的延吉街形成群集。然而很快的，這些同志酒吧就因被鄰居檢舉而一一收攤。
2019年以後，由於《魯保羅變裝皇后秀》大受歡迎，在台灣參與與欣賞變裝皇后表演的群眾皆大幅增加。在此風潮下，出現許多以變裝皇后秀與猛男秀為號召的同志夜店，甚至也出現了店內變裝皇后與猛男等表演人員多半為同志，但觀眾則多為異性戀的一般夜店。